# Dusona signata
Dusona signata là một loài tò vò trong họ Ichneumonidae.